# Provincia di Tarlac
Tarlac è una provincia filippina situata nella regione di Luzon Centrale. Il suo capoluogo è Tarlac.

## Geografia antropica

### Suddivisioni amministrative
La provincia di Tarlac è composta da una città componente e 17 municipalità.

#### Città
- Tarlac

#### Municipalità
- Anao
- Bamban
- Camiling
- Capas
- Concepcion
- Gerona
- La Paz
- Mayantoc
- Moncada
- Paniqui
- Pura
- Ramos
- San Clemente
- San Jose
- San Manuel
- Santa Ignacia
- Victoria